# Zine (chanteuse)
Zine, née Laurence Penzini, en 1979 à Tanger au Maroc est une auteur, compositeur et chanteuse en occitan niçois. Elle compose des chansons en français et en occitan niçois, et interprète des chansons en français, occitan niçois, italien, espagnol, anglais, polonais et arabe.
Elle vit actuellement à Falicon.

## Biographie
Zine passe ses premières années à Tanger, où elle est née d'un père corse et d'une mère originaire des Vallées occitanes À 5 ans, elle arrive en France, dans la Drôme. Ses premières influences musicales lui viennent de ses parents et de son instituteur qui, à l'école Montessori américaine de Tanger, termine les heures de classe en chantant avec sa guitare. Zine commence à composer à 19 ans. Elle passe deux ans à voyager entre le Sud de la France, la Pologne, la Suisse, la Bretagne et l'île de La Réunion et élargit encore sa culture musicale comme le montrent ses premières créations
Elle participe à des festivals et compétitions comme le Liet International de 2009 (festival de chansons également nommé Eurovision des langues régionales,où elle représente l'Occitanie avec sa chanson Lo Prince Charmant et se classe 3e du prix du public), ou le festival polonais de bardes de 2008.
Son album Folie douce paraît en 2013 avec l'aide du conseil régional de PACA.
Zine a adapté en occitan niçois de nombreux standards avec la complicité de René-Pierre Anfosso (Imagine de John Lennon devient Pantaisa un pauc, Redemption song de Bob Marley devient Cançon per curar, etc.) Son spectacle « Cantates d'Azur utilise ces créations. Elle collabore avec d'autres auteurs tels qu'Etel Adnan.
Zine utilise aussi la musique dans le cadre de l'enseignement de la langue régionale, ce qui lui a aussi permis d'enregistrer des chansons pour enfants. Dans ce cadre, elle collabore avec le dessinateur Ollivier en créant une chanson pour son personnage Testadure.Egalement, elle propose des formations pour les adultes travaillant autour de la langue et culture régionales,.
Le 5 août 2016, Zine participe au « rassemblement citoyen » en hommage aux victimes de l’attentat du 14 juillet, en interprétant Pantaia un pauc et Nissa la bella et elle rejoint Eclosion 13, une structure qui œuvre pour l'égalité de genre dans le spectacle vivant et les arts visuels.
En mars 2017, le premier clip de son nouveau spectacle est une adaptation en niçois de la chanson J'aime les filles de Jacques Dutronc qui rend hommage aux joueurs de l'OGC Nice,.
En mars 2018, Zine sort son livre Cantates d'Azur,qui est un recueil d'adaptations en occitan de diverses chansons d'auteurs français et internationaux, notamment Amy Winehouse, Eagles, John Lennon, mais également de compositions personnelles. En effet, Zine a déjà déposé plus de 150 créations textuelles et musicales auprès de la SACEM.
Zine est la plus jeune auteure occitane du salon du livre de Nice en 2018.
Elle est remarquée dans l'émission Chroniques Méditerranéennes avec Nathalie Simon. En 2019, elle devient "mantenaira" du Félibrige.
En 2020, elle fait le buzz sur les réseaux sociaux avec plus de 100 000 vues de son clip bilingue occitan-français Au marché de la Libé,
Un de ses textes Ostal Negresco, est choisi pour la 18e dictée occitane de Nice organisée par Radio Nissa Pantai le 1er février 2020 au Palais sarde, à Nice, et elle participe à l'ouvrage collectif de poésie féminine occitane "Paraulas de Hemnas", par Paulina Kamakine. Elle-même devient éditeur à l'AFNIL.
Elle devient membre de l'Acadèmia Nissarda, parrainée par le Président Jean-Paul David et Janine Gilletta.
Elle rejoint les 4 % de femmes productrices de phonogrammes à la SCPP. Elle rejoint également "Donne, Woman in Music", une structure internationale qui œuvre pour mieux faire connaître le travail des compositrices de musique. Elle développe la première formation en ligne pour les adultes afin d'apprendre le niçois : "Le niçois en accéléré", qui est une méthode innovante en immersion linguistique.
En 2021, elle est aussi invitée par l'émission "Prof Etc." afin de présenter son travail autour de la langue et culture régionale dans les classes, et la pédagogie qu'elle utilise, entre Janusz Korczak, Célestin Freinet, et Maria Montessori. Son travail est reconnu dans toute l'aire linguistique occitane.

Elle est également invitée par Radio Occitania.
En 2022, le journaliste Alain Amiel réalise un film documentaire sur son parcours artistique, et elle rejoint la pétition "Pour une vraie place des littératures en langues régionales dans les programmes scolaires", car selon elle "Les langues et cultures régionales sont un formidable vecteur d'unité nationale."
Elle est invitée à rejointre le Pen International dans sa filiale Pen Occitan, association internationale qui promeut la littérature et la liberté d'expression depuis 1921.
En 2023, elle lance deux séries vidéos : 
- Vida de Trobairitz, qui raconte à ses fans le côté "off" de la vie d'artiste, le travail de studio, les répétitions, la scène, les voyages...
- Li belugas de la diva qui est un rendez-vous mensuel où elle s'exprime directement sur son travail.

Elle sort plusieurs clips et un double album de 23 chansons "Cantar la vida cantar l'esper",. La journalise Maahoor Jehangir de BNN Breaking, dans un article en anglais souligne que : "Son dernier album, "Cantar La Vida, Cantar l'Esper", est une célébration de la culture occitane et niçoise qui consolide encore davantage sa place dans l'industrie musicale." et "En conclusion, le talent artistique de Zine et l'offre culturelle du Portland Art Museum illustrent la profondeur et la diversité de l'expression artistique. Leur engagement en faveur de l’inclusivité et de l’accessibilité contribue à la tapisserie dynamique de l’expression artistique et culturelle."
En 2024, elle obtient le "Prix de la Créativité Féminine" pour son clip Ànima en fèsta, concours de la chanson occitane organisée par Virasolelh,.

## Publications
- Cantates d'Azur, recueil de poésie  (ISBN 978-2-37640-019-6), 88 pages
- 3 poèmes édités dans Paraulas de Hemnas, anthologie de la poésie occitane féminine contemporaine par Paulina Kamakine  (ISBN 9782909160658), 402 pages

## Discographie
- Et la joie passera en funambule... sur le fil de la folie douce (2002, 15 titres, autoproduccion - Fin'amor e gai saber)
- Cherche (2004, avec La Quincaille, 4 titres, Palhassina Produccion - Fin'amor e gai saber)
- Mon coiffeur (2005, 5 titres, Gallomusic - Fin'amor e gai saber )
- Folie douce (2013, 14 titres, Palhassina Produccion - Fin'amor e gai saber)
- Cantates d'azur (2018, 27 titres, Fin'amor e gai saber)
- Palhassina Universala (2020, 36 titres, Fin'amor e gai saber)
- Folie douce face B (2020, 21 titres, Fin'amor e gai saber)
- Chansons niçoises pour les enfants (2021, 4 titres, Fin'amor e gai saber)
- Les Petites Mains (2020 titre, Fin'amor e gai saber)
- Au mercat de la Libé (2020, 1 titre, Fin'amor e gai saber)
- Ten-te-fièra! (2021, 1 titre, Fin'amor e gai saber)
- Hyperballad en occitan (2022, 1 titre, Fin'amor e gai saber)
- Anima en festa (2023, 1 titre, Fin'amor e gai saber)
- Non plus ren m'estona (2023, 1 titre, Fin'amor e gai saber)
- Cherche (2023, 1 titre, Fin'amor e gai saber)
- Où sommes nous ? (2023, 1 titre, Fin'amor e gai saber)
- Jàcol Titèto (2023, 1 titre, Fin'amor e gai saber)
- Tant de pleuia (2023, 1 titre, Fin'amor e gai saber)
- Cantar la vida cantar l'esper (2023, 23 titres, Fin'amor e gai saber)

## Récompenses
- Lauréate du Prix Défi Jeune du Ministère Jeunesse et Sports en 2003.[réf. nécessaire]
- Meilleure artiste de la scène indépendante française (Paris Link 2006)[réf. nécessaire].
- Prix La Ruche de la Ville de Nice en 2007.[réf. nécessaire]
- Nommée pour représenter la langue occitane[réf. nécessaire] au Liet International en 2009.
- Chanson « Lo Prince Charmant » en occitan primée en 2009 par le Conseil de l'Europe.[réf. nécessaire]
- Citoyenne d'honneur du village de la Bollène-Vésubie pour son œuvre en Occitan.